# (64553) Segorbe
(64553) Segorbe ist ein Asteroid des inneren Hauptgürtels, der am 24. November 2001 vom spanischen Astronomen Rafael Ferrando am Observatorio Pla D’Arguines (IAU-Code 941) in Segorbe, Provinz Valencia entdeckt wurde. Sichtungen des Asteroiden hatte es vorher schon am 5., 6. und 8. Januar 1995 unter der vorläufigen Bezeichnung 1995 AT4 an der Thüringer Landessternwarte Tautenburg im Tautenburger Wald gegeben.
(64553) Segorbe wurde am 10. September 2003 nach der Stadt Segorbe benannt.